# 玩具总动员：小玩具
《玩具总动员：小玩具》（英語：Small Fry）是皮克斯动画工作室出品的一部计算机动画短片，由安格斯·麦克兰执导。2011年11月23日，与《慈善星輝布公仔》一起上映。
本剧是《玩具總動員系列》的第二部短片，根据《玩具总动员》系列电影中的角色改编。在短片中，巴斯被困在一家快餐店，那里有一个支持小组，为多年来被丢弃的儿童餐玩具提供帮助，儿童餐柜台上陈列的玩具中，有一个巴斯光年的迷你玩偶，他耐不住寂寞偷偷溜了出去，并趁乱绑架巴斯光年，自己取而代之来到邦妮家中。